# Diocesi di Nasbinca
La diocesi di Nasbinca (in latino: Dioecesis Nasbincensis) è una sede soppressa e sede titolare della Chiesa cattolica.

## Storia
Nasbinca, nell'odierna Algeria, è un'antica sede episcopale della provincia romana della Mauritania Cesariense.
Unico vescovo conosciuto di questa diocesi africana è Gennaro, il cui nome appare al 39º posto nella lista dei vescovi della Mauritania Cesariense convocati a Cartagine dal re vandalo Unerico nel 484; Gennaro era già deceduto in occasione della redazione di questa lista.
Dal 1933 Nasbinca è annoverata tra le sedi vescovili titolari della Chiesa cattolica; dal 25 novembre 2024 il vescovo titolare è Samuel Ferreira de Lima, O.F.M., vescovo ausiliare di Manaus.

## Cronotassi

### Vescovi residenti
- Gennaro † (prima del 484)

### Vescovi titolari
- Manuel Sandalo Salvador † (3 dicembre 1966 - 21 ottobre 1969 nominato vescovo di Palo)
- Abramo Freschi † (20 luglio 1970 - 14 aprile 1977 succeduto vescovo di Concordia-Pordenone)
- Agustín Romualdo Álvarez Rodríguez, O.F.M.Cap. † (10 marzo 1986 - 11 agosto 2011 deceduto)
- Orlando Roa Barbosa (12 maggio 2012 - 30 maggio 2015 nominato vescovo di Espinal)
- Henry Aruna (18 luglio 2015 - 26 gennaio 2019 nominato vescovo di Kenema)
  - Walter Guillén Soto, S.D.B. (14 novembre 2020 - 27 aprile 2021 nominato vescovo di Gracias) (vescovo eletto)[2]
- Estêvão Binga (3 novembre 2021 - 1º agosto 2024 nominato vescovo di Ganda)
- Samuel Ferreira de Lima, O.F.M., dal 25 novembre 2024